# Vlad IV.
Vlad IV. zvaný Mnich (Vlad Călugărul, 1425–1495) byl kníže Valašského knížectví v letech 1481 a 1482–1495 z rodu Drăculești. Byl to nemanželský syn Vlada II. V roce 1481 nastoupil na Valašský trůn Basarab IV. Mladý, ale velmi rychle tuto pozici ztratil. Po jeho smrti, ke které došlo již v roce 1482, se Vlad vrátil zpět tentokrát s podporou Osmanské říše. Politiku orientoval, aby se podřídil zájmům Osmanské říše. Během jeho vlády turecký sultán uzákonil právo výběru valašského knížete. Sultán musel doprovázet osmanskou armádu během jejího vojenského pochodu a Vlad IV. se musel se svým vojskem na oplátku zúčastnit každého boje proti panovníkovi moldavského knížectví, který turecký sultán vedl.